# Grammy Award for Best Traditional R&B Performance
Der Grammy Award for Best Traditional R&B Performance (auf Deutsch etwa „Grammy Award für die beste traditionelle Rhythm&Blues-Darbietung“) ist ein Musikpreis, der seit 1999 bei den jährlich stattfindenden Grammy Awards verliehen wird. Ausgezeichnet wurden Darbietungen aus dem Musikbereich Rhythm and Blues (R&B).

## Hintergrund und Geschichte
Die seit 1958 verliehenen Grammy Awards (eigentlich Grammophone Awards) werden jährlich in zahlreichen Kategorien von der National Academy of Recording Arts and Sciences (NARAS) in den Vereinigten Staaten von Amerika vergeben, um künstlerische Leistung, technische Kompetenz und hervorragende Gesamtleistung ohne Rücksicht auf die Album-Verkäufe oder Chart-Position zu ehren. Vergeben wird der Preis für qualitativ hochwertige Darbietungen aus dem Musikbereich Rhythm and Blues (R&B).
Der Preis wurde 1999 als Best Traditional R&B Vocal Album eingeführt und bis 2003 nur an Interpreten für Musikalben vergeben. 2003 wurde er umbenannt in Best Traditional R&B Vocal Performance und wird bis heute nur noch für Singles und Einzeltracks vergeben. Seit 2012 trägt er seinen heutigen Namen „Best Traditional R&B Performance“.
1999 erfolgte die erste Vergabe des Preises an Patti LaBelle für ihre Album Live! One Night Only. Die häufigsten Preise dieser Kategorie bekamen Aretha Franklin und Beyoncé Knowles, die je zweimal ausgezeichnet wurden. Am häufigsten nominiert war bislang die Musikgruppe The Temptations, die insgesamt viermal nominiert waren und den Preis einmal gewannen. Raphael Saadiq und Ann Nesby wurde je dreimal nominiert und konnten den Preis bislang nicht gewinnen. Mit Ausnahme der kanadischen Sängerin Melanie Fiona, die den Preis 2012 gemeinsam mit CeeLo Green bekam, stammen alle ausgezeichneten Künstler aus den Vereinigten Staaten.

## Gewinner und nominierte Künstler
| Jahr                 | Künstler / Band                                                           | Nationalität              | Werk                       | Weitere nominierte Künstler | Bilder der Künstler                     |
| -------------------- | ------------------------------------------------------------------------- | ------------------------- | -------------------------- | --- | --------------------------------------- |
| 1999                 | Patti LaBelle                                                             | Vereinigte Staaten        | Live! One Night Only       | - Regina Belle – Believe in Me - Aaron Neville – To Make Me Who I Am - The Temptations – Phoenix Rising - Luther Vandross – I Know | Patti LaBelle, 2008                     |
| 2000                 | Barry White                                                               | Vereinigte Staaten        | Staying Power              | - Peabo Bryson – Unconditional Love - The Neville Brothers – Valence Street - Wilson Pickett – It’s Harder Now - Smokey Robinson – Intimate | Barry White, 1974                       |
| 2001                 | The Temptations                                                           | Vereinigte Staaten        | Ear-Resistible             | - Will Downing – All the Man You Need - George Duke – Cool - Jeffrey Osborne – That’s for Sure - Johnnie Taylor – Gotta Get the Groove Back | The Temptations, 1991                   |
| 2002                 | Gladys Knight                                                             | Vereinigte Staaten        | At Last                    | - Regina Belle – This Is Regina - Lamont Dozir – An American Original - Miki Howard – Three Wishes - The O’Jays – For the Love … | Gladys Knight, 1981                     |
| 2003                 | Chaka Khan und The Funk Brothers                                          | Vereinigte Staaten        | What’s Going On            | - Ann Nesby und Al Green – Put It on Paper - Remy Shand – Rocksteady - The Temptations – Lady - Luther Vandross – Any Day Now | Chaka Khan, 2006                        |
| 2004                 | Aretha Franklin                                                           | Vereinigte Staaten        | Wonderful                  | - Earth, Wind and Fire – Hold Me - Anthony Hamilton – Comin’ from Where I’m From - Patti LaBelle – Way Up There - Kelly Price – He Proposed | Aretha Franklin, 2009                   |
| 2005                 | Prince                                                                    | Vereinigte Staaten        | Musicology                 | - Anita Baker – You’re My Everything - Ray Charles und B. B. King – Sinner’s Prayer - Al Green – I Can’t Stop - Patti LaBelle – New Day | Prince, 2009                            |
| 2006                 | Aretha Franklin                                                           | Vereinigte Staaten        | A House Is Not a Home      | - Mariah Carey – Mine Again - Fantasia Barrino – Summertime - Alicia Keys – If I Was Your Woman - John Legend – Stay with You | Aretha Franklin, 2007                   |
| 2007                 | George Benson, Al Jarreau und Jill Scott                                  | Vereinigte Staaten        | God Bless the Child        | - Anita Baker – Christmas Time Is Here - Mary J. Blige und Raphael Saadiq – I Found My Everything - Sam Moore, Billy Preston, Zucchero, Eric Clapton und Robert Randolph – You Are So Beautiful - The Temptations – How Sweet It Is (To Be Loved by You) | George Benson, 2009                     |
| 2008                 | Gerald Levert                                                             | Vereinigte Staaten        | In My Songs                | - Otis Clay – Walk a Mile in My Shoes - Randy Crawford und Joe Sample – All Night Long - Ann Nesby – I Apologize - Ryan Shaw – I Am Your Man |                                         |
| 2009                 | Al Green und Anthony Hamilton                                             | Vereinigte Staaten        | You’ve Got the Love I Need | - Wayne Brady – A Change Is Gonna Come - Linda Jones, Helen Bruner und Terry Jones – Baby I Know - Raphael Saadiq – Love That Girl - Jazmine Sullivan – In Love with Another Man                                                                         | Al Green, 2008                          |
| 2010                 | Beyoncé                                                                   | Vereinigte Staaten        | At Last                    | - Anthony Hamilton – Soul Music - Boney James und Quinn – Don’t Let Me Be Lonely Tonight - Ann Nesby – Sow Love - Calvin Richardson – Woman Gotta Have It                                                                                                | Beyoncé Knowles, 2007                   |
| 2011                 | John Legend und The Roots                                                 | Vereinigte Staaten        | Hang on in There           | - R. Kelly – When a Woman Loves - Calvin Richardson – You’re So Amazing - Ryan Shaw – In Between - Betty Wright – Go [Live] | John Legend, 2007                       |
| 2012                 | CeeLo Green und Melanie Fiona                                             | Vereinigte Staaten Kanada | Fool for You               | - Eric Benét – Sometimes I Cry - R. Kelly – Radio Message - Raphael Saadiq – Good Man - Betty Wright und The Roots – Surrender | CeeLo Green, 2006 · Melanie Fiona, 2012 |
| 2013                 | Beyoncé                                                                   | Vereinigte Staaten        | Love on Top                | - Anita Baker – Lately - Melanie Fiona – Wrong Side of a Love Song - Gregory Porter – Real Good Hands - SWV – If Only You Knew | Beyoncé, 2013                           |
| 2014                 | Gary Clark Jr.                                                            | Vereinigte Staaten        | Please Come Home           | - Fantasia – Get It Right - Maysa – Quiet Fire - Gregory Porter – Hey Laura - Ryan Shaw – Yesterday | Gary Clark Jr., 2013                    |
| 2015 8. Februar 2015 | Robert Glasper Experiment featuring Lalah Hathaway & Malcolm Jamal Warner | Vereinigte Staaten        | Jesus Children             | - Marsha Ambrosius & Anthony Hamilton – As - Angie Fisher – I.R.S. - Kem – Nobody - Antonique Smith – Hold Up Wait a Minute (Woo Woo) |                                         |
| 2016                 | Lalah Hathaway                                                            | Vereinigte Staaten        | Little Ghetto Boy          | - Faith Evans – He Is - Jazmine Sullivan – Let It Burn - Tyrese – Shame - Charlie Wilson – My Favorite Part of You |                                         |
| 2017                 | Lalah Hathaway                                                            | Vereinigte Staaten        | Angel                      | - William Bell – The Three of Me - BJ the Chicago Kid – Woman’s World - Fantasia – Sleeping with the One - Jill Scott – Can’t Wait |                                         |
| 2018                 | Childish Gambino                                                          | Vereinigte Staaten        | Redbone                    | - The Baylor Project – Laugh and Move On - Anthony Hamilton featuring the Hamiltones – What I’m Feelin’ - Ledisi – All the Way - Mali Music – Still |                                         |
| 2019                 | Leon Bridges                                                              | Vereinigte Staaten        | Bet Ain’t Worth the Hand   | - Betty LaVette – Don’t Fall Apart on Me Tonight - MAJOR – Honest - Charlie Wilson featuring Lalah Hathaway – Made for Love |                                         |
| 2019                 | PJ Morton featuring Yebba                                                 | Vereinigte Staaten        | How Deep Is Your Love      | - Betty LaVette – Don’t Fall Apart on Me Tonight - MAJOR – Honest - Charlie Wilson featuring Lalah Hathaway – Made for Love |                                         |
| 2020 26. Januar 2020 | Lizzo                                                                     | Vereinigte Staaten        | Jerome                     | - BJ the Chicago Kid – Time Today - India.Arie – Steady Love - Lucky Daye – Real Games - PJ Morton featuring Jazmine Sullivan – Built for Love | Lizzo (2018)                            |
| 2021 14. März 2021   | Ledisi                                                                    | Vereinigte Staaten        | Anything for You           | - The Baylor Project featuring Jean Baylor, Marcus Baylor – Sit On Down - Chloe x Halle – Wonder What She Thinks of Me - Mykal Kilgore – Let Me Go - Yebba – Distance                                                                                    | Ledisi (2009)                           |
| 2022 3. April 2022   | H.E.R.                                                                    | Vereinigte Staaten        | Fight for You              | - Jon Batiste – I Need You - BJ the Chicago Kid, PJ Morton & Kenyon Dixon featuring Charlie Bereal – Bring It On Home to Me - Leon Bridges featuring Robert Glasper – Born Again - Lucky Daye featuring Yebba – How Much Can a Heart Take                | H.E.R. (2019)                           |
| 2023 5. Februar 2023 | Beyoncé                                                                   | Vereinigte Staaten        | Plastic off the Sofa       | - Snoh Aalegra – Do 4 Love - Babyface feat. Ella Mai – Keeps On Fallin’ - Adam Blackstone feat. Jazmine Sullivan – ’Round Midnight - Mary J. Blige – Good Morning Gorgeous                                                                               |                                         |
| 2024 4. Februar 2024 | PJ Morton featuring Susan Carol                                           | Vereinigte Staaten        | Good Morning               | - Babyface featuring Coco Jones – Simple - Kenyon Dixon – Lucky - Victoria Monét featuring Earth, Wind and Fire & Hazel Monét – Hollywood - SZA – Love Language                                                                                          | PJ Morton (2011)                        |
| 2025 2. Februar 2025 | Lucky Daye                                                                | Vereinigte Staaten        | That’s You                 | - Wet von Marsha Ambrosius - Can I Have This Groove von Kenyon Dixon - No Lie von Lalah Hathaway featuring Michael McDonald - Make Me Forget von Muni Long                                                                                               |                                         |

## Belege
1. ↑  “honor artistic achievement, technical proficiency and overall excellence in the recording industry, without regard to album sales or chart position” Overview. National Academy of Recording Arts and Sciences, archiviert vom Original am 19. August 2012; abgerufen am 11. September 2014.  Info: Der Archivlink wurde automatisch eingesetzt und noch nicht geprüft. Bitte prüfe Original- und Archivlink gemäß Anleitung und entferne dann diesen Hinweis.
2. ↑  Grammy Awards at a Glance. In: Los Angeles Times. Tribune Company, abgerufen am 29. Mai 2011.
3. ↑  NARAL Final Nomination List 57th Grammy Awards, abgerufen am 31. Dezember 2015.